# Johan Ludvig 1. af Anhalt-Dornburg
Fyrst Johan Ludvig 1. af Anhalt-Dornburg (tysk: Johann Ludwig I.; 4. maj 1656 – 1. november 1704) var fyrste af det lille tyske fyrstendømme Anhalt-Dornburg fra 1667 til sin død i 1704.
Fyrst Johan Ludvig var en yngre søn af Fyrst Johan 6. af Anhalt-Zerbst i hans ægteskab med Sophie Auguste af Slesvig-Holsten-Gottorp. Ved arvedelingen efter faderens død grundlagde han den dornburgske linje af Huset Askanien.
Fyrst Johan Ludvig var farfar til Kejserinde Katarina den Store af Rusland.

## Eksterne links
- Slægten Askaniens officielle hjemmeside Arkiveret 21. august 2018 hos  Wayback Machine

| Johan Ludvig 1.Huset AskanienFødt: 4. maj 1656 Død: 1. november 1704 |                                       |                                                                                              |
| Titler som regent                                                    |                                       |                                                                                              |
| Foregående: Arvedeling af Anhalt-Zerbst                              | Fyrste af Anhalt-Dornburg 1667 – 1704 | Efterfølgende: Johan Ludvig 2. Johan August Christian August Christian Ludvig Johan Frederik |

|  | Artiklen om Johan Ludvig 1. af Anhalt-Dornburg kan blive bedre, hvis der indsættes et (bedre) billede. Du kan hjælpe ved at afsøge Wikimedia Commons for et passende billede eller uploade et godt billede til Wikimedia Commons iht. de tilladte licenser og indsætte det i artiklen. |